# Мілісоновка
Мілісо́новка (рос. Милисоновка, башк. Милисоновка) — присілок у складі Біжбуляцького району Башкортостану, Росія. Входить до складу Сухоріченської сільської ради.